# Hugo Vonlanthen
Hugo Vonlanthen (12. lipnja 1928.) je bivši švicarski hokejaš na travi. 
Na hokejaškom turniru na Olimpijskim igrama 1952. u Londonu je igrao za Švicarsku. Odigrao je tri susreta. Švicarska je ispala u 1. krugu od Austrije. Švicarska je dijelila 5. – 12. mjesto.

## Vanjske poveznice
- Profil na Sports Reference.com  Arhivirana inačica izvorne stranice od 17. prosinca 2012. (Wayback Machine)